# Daboecia cantabrica
Daboecia cantabrica là một loài thực vật có hoa trong họ Thạch nam. Loài này được (Huds.) K.Koch mô tả khoa học đầu tiên năm 1873.

## Hình ảnh

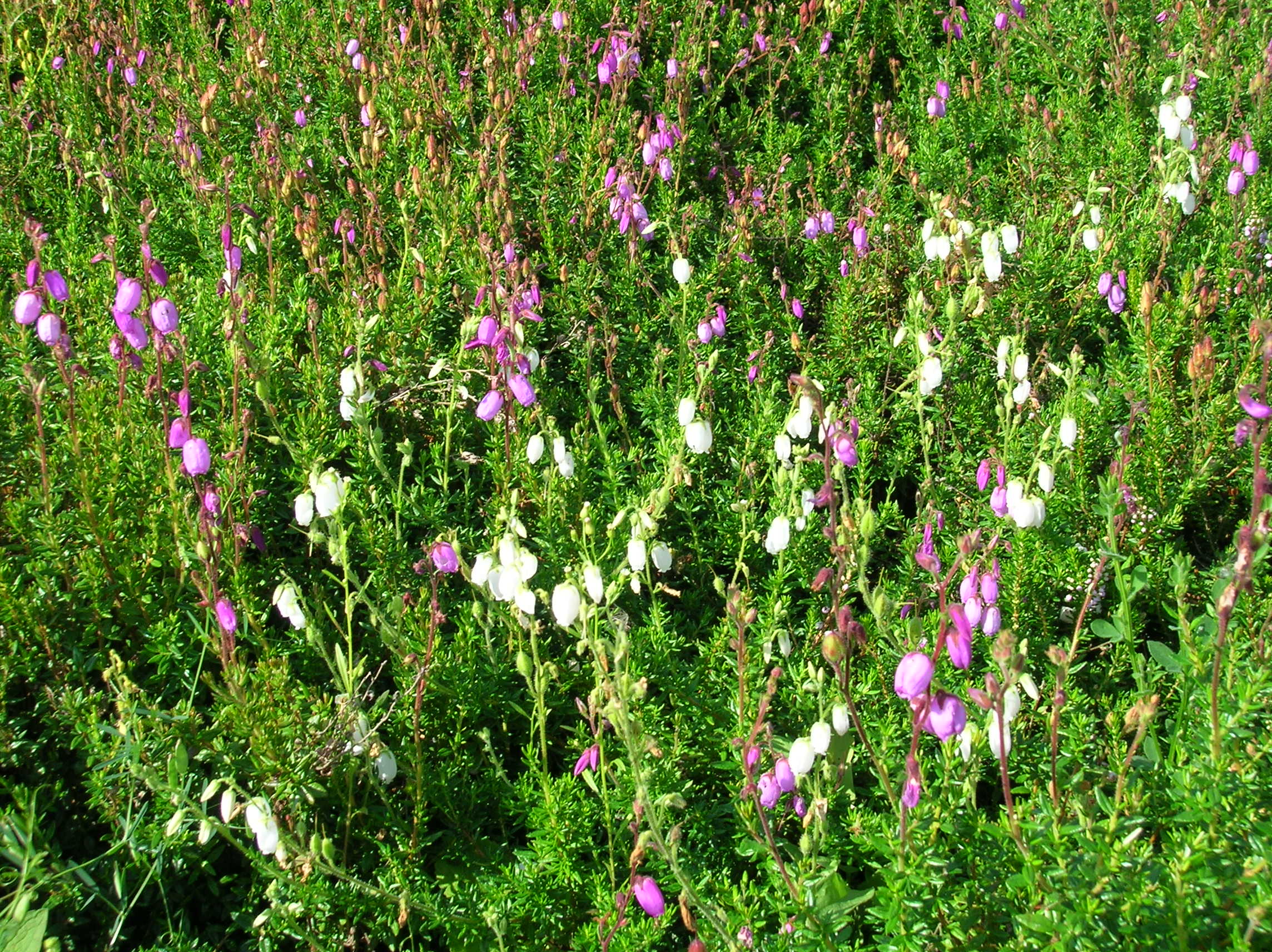
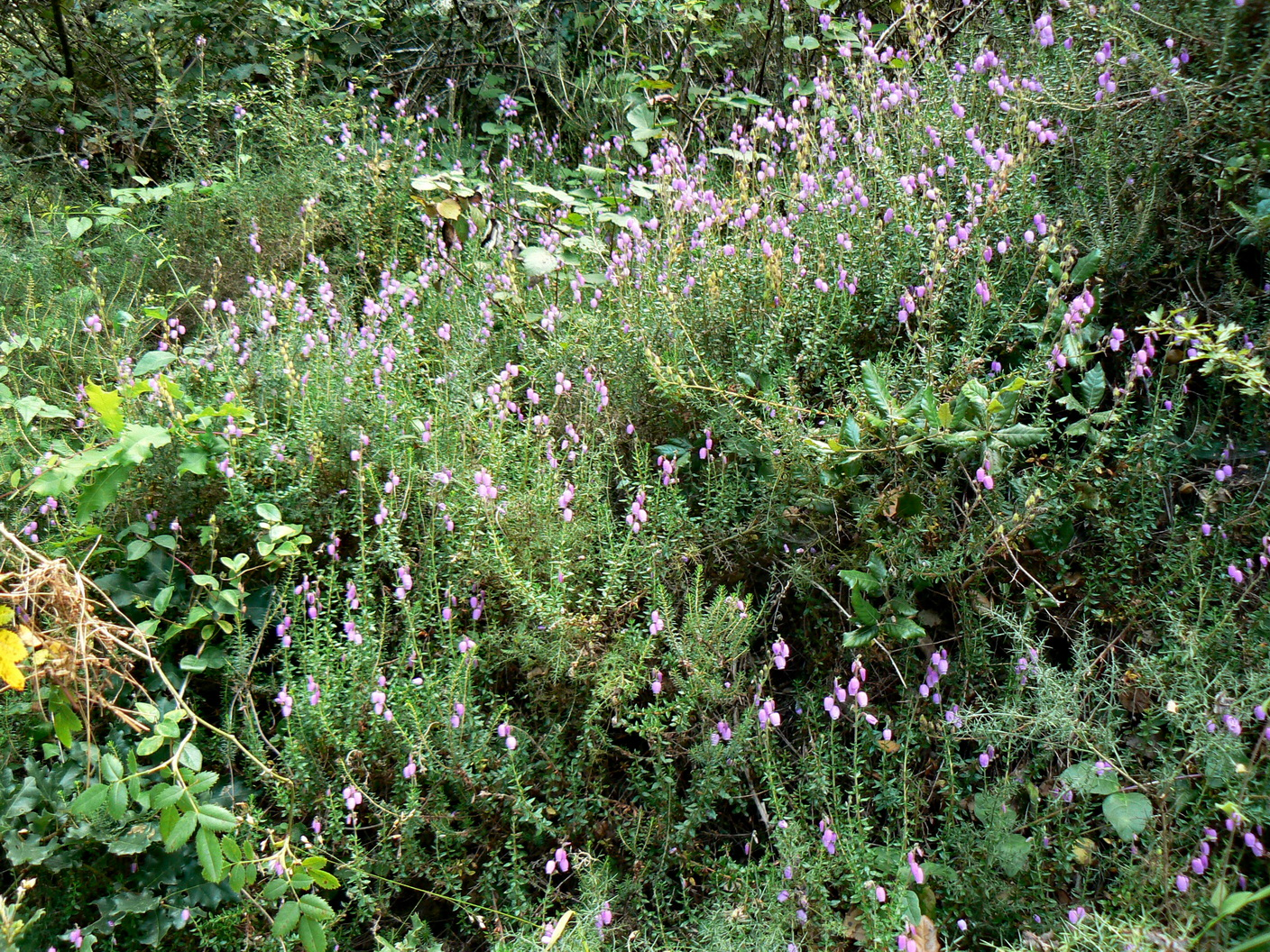
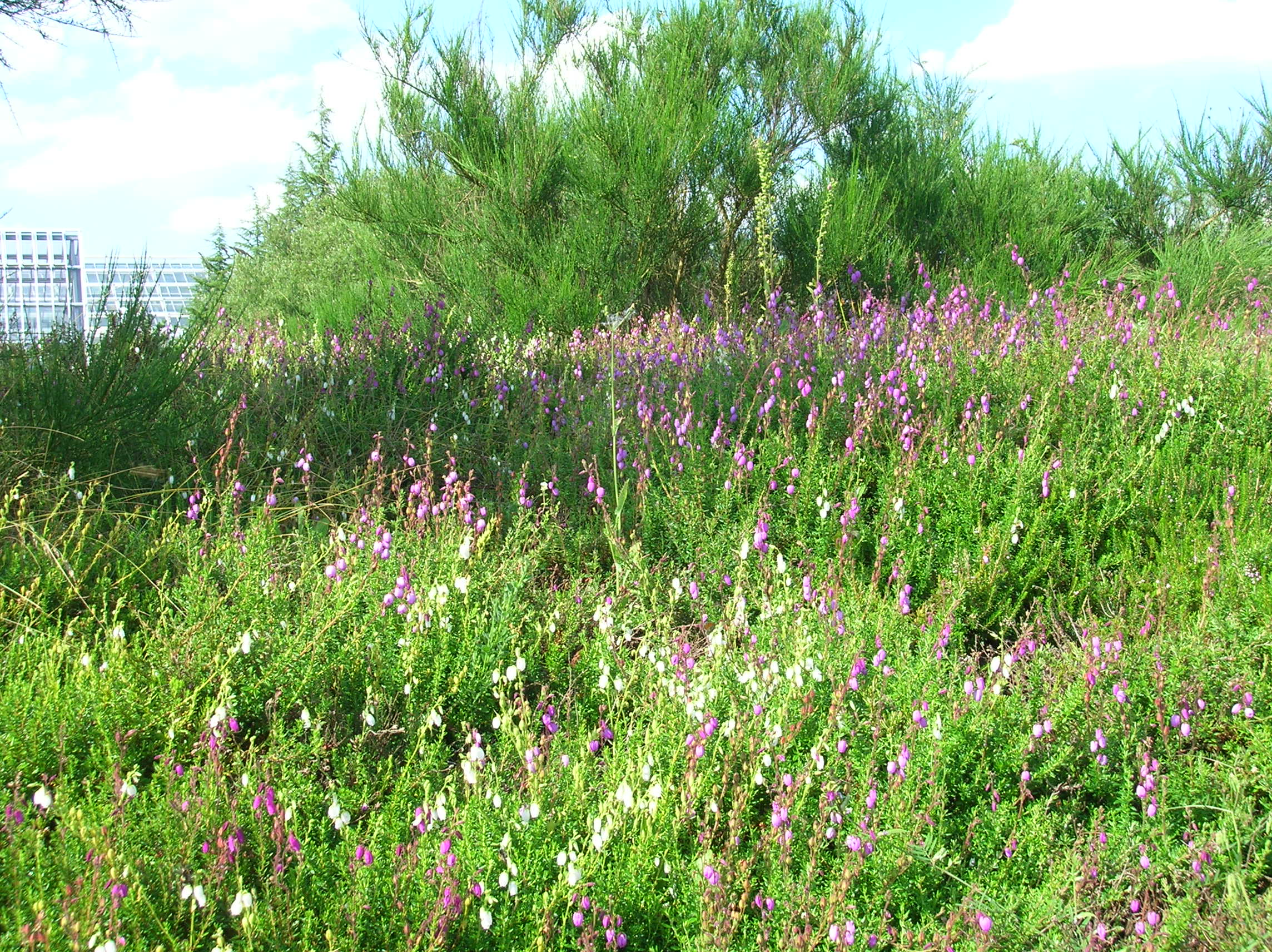
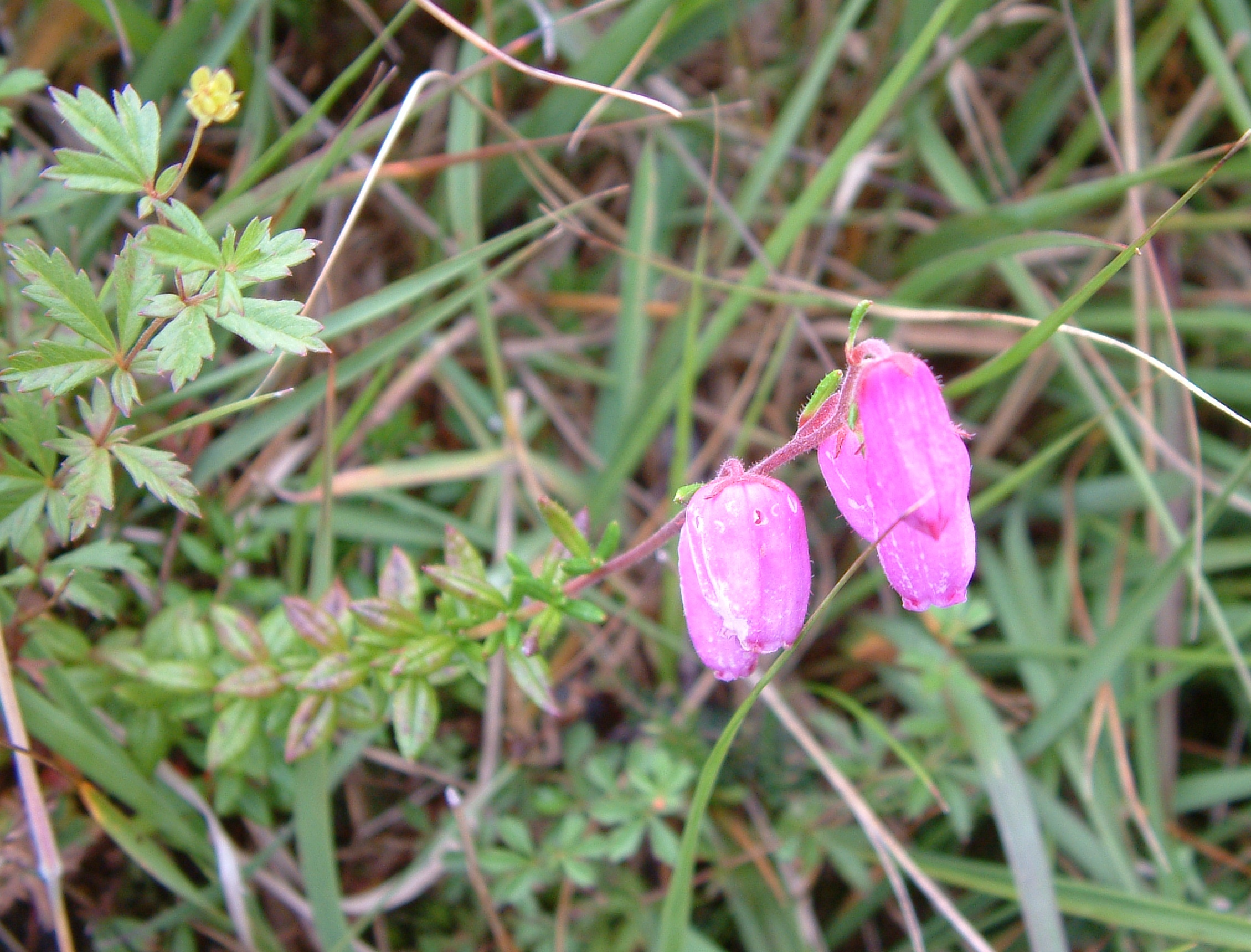